# Shame and scandal
Shame and scandal is een lied geschreven door Lancelot Victor Edward Pinard.

## Titel
Het lied gaat over mogelijke consequenties van incest en ontrouw. Sir Lancelot zong het lied zelf voor het eerst in de film I Walked with a Zombie uit 1943. De titel van het lied was toen aangepast naar Fort Holland Calypso Song, omdat de film zich deels afspeelt op een plantage van de eigenaar Paul Holland. Als medeschrijver van het lied wordt soms Ardel Wray genoteerd; hij was medeschrijver van het script voor de film. Het lied werd in later tijd bijna geheel gewijzigd alhoewel het thema gelijk bleef. In de film blijken vrouw en man uiteindelijk zus en broer, waarna de vrouw gek wordt en in een zombie verandert. In de aangepaste versie van het lied, Wau Wau, handelt het over een jongeman, die eindelijk een geschikte vrouw heeft gevonden. Hij vraagt aan zijn vader of hij haar mag trouwen, waarop die ontkennend antwoord. De vrouw in kwestie zou zijn halfzuster zijn. Maar bij zijn moeder aangekomen, hoort hij dat er geen probleem is. Zij zegt dat hij geen zoon is van zijn gedachte vader. Die tekstaanpassing kwam van Lord Melody. Later werd de titel Shame and scandal in the family.

## Covers
Er is een aantal covers bekend, maar op onderstaanden na haalden ze de hitparades niet, voor zover na te gaan en voor zover ze op single werden uitgebracht. De bekendste artiest die het zong was Peter Tosh, begeleid door The Wailers. Voor Nederland waren het De Mounties in 1965. In sommige landen werden tekst en titel aangepast.
- Frans: Scandale dans la famille, in een vertaling door Maurice Tézé, werd gezongen door bijvoorbeeld Sacha Distel en Dalida
- Duits: Schande unserer Familie
- Italiaans: Un grooso scandalo door (alweer) Dalida
- Portugees: O escandalo
- Spaans: Escandalo en la familia
- Nederlands: Wie, is wie, groot schandaal in onze familie

## Shawn Elliott
In 1964 bracht Shawn Elliott, ook al acteur, de versie van Sir Lancelot en Lord Melody uit. Er werd daarbij niet zo gelet op de bezitters van de auteursrechten van het lied. Als schrijvers werden op het platenlabel vermeld ene Huan Donaldson en ene Slim Henry Brown. Deze twee namen worden echter alleen gekoppeld aan dit lied. Het lied haalde in Nederland de hitparade.

### Hitnotering

#### Nederlandse Top 40
| Positie: | 39 | 19 | 12 | 10 | 5 | 4 | 3 | 4 | 5 | 5 | 5 | 5 | 7 | 11 | 14 | 18 | 27 | uit |

#### NPO Radio 2 Top 2000
Shame and Scandal in the Family stond alleen in 1999 in de NPO Radio 2 Top 2000, op plek 1927.

## Lance Percival
Een jaar later was het de beurt aan Lance Percival, een Brits comedy-acteur. Zijn versie (ook op naam van Donaldson en Brown) haalde in Engeland drie weken de top 50, met als hoogste plaats een 37e.

## De Mounties
De Mounties hadden een hitje met de Nederlandstalige versie Wie, is wie, groot schandaal in onze familie.

### Hitnotering

#### Nederlandse Top 40
| Positie: | 35 | 36 | 38 | - | 35 | 27 | 39 | uit |

## Madness
In 2005 volgde nog een klein succesje. Het Britse Madness bracht het uit in een skaversie. Ze haalden slechts twee weken in de Britse hitlijst, met als hoogste plaats nummer 38. In Frankrijk haalde Madness de 12e plaats, in Zwitserland de 69e.

### Hitnotering

#### NederlandseSingle Top 100
Ook in Nederland haalde het de hitparade, zoals uit onderstaande tabel blijkt:
| Positie: | 100 | uit |